# Castell d'Alpetea
El castell d'Alpetea va ser una antiga fortificació espanyola alçada a 1266 msnm sobre un turó de difícil accés al costat de la confluència dels rius Gallo i Tajo, en el Parc Natural de l'Alto Tajo, a el sud de Villar de Cobeta, dins del terme municipal de Zaorejas (Guadalajara). No es manté en peus cap resta excepte la forma rocosa en el cim. No obstant això, el cronista Antonio Herrera Casado sosté que es tracta tan sols d'una formació rocosa que, vista des de lluny, dona aparença de castell.
Una llegenda, molt típica sobre la conquesta cristiana de la península Ibèrica, data l'origen del castell cap a el segle x. En 1140 l'amo del castell era l'andalusí cavaller Montesinos, que lluitava enfront dels exèrcits cristians del nord. A una pastora manxola que caminava pel barranc del riu Arandilla se li va aparèixer la Mare de Déu que li va dir que anara a cercar a Montesinos. Davant ell la Verge va obrar el miracle de restituir el braç a la pastora, el que va sorprendre al capità que es va convertir a el cristianisme i va erigir en aquell lloc la qual es va cridar ermita de la Verge de Montesinos